# Lambert de Hondt de Oudere
Lambert de Hondt de Oudere of Lambert de Hondt (I) (Mechelen, 1620 - 1665, voor 10 februari 1665) was een Zuid-Nederlandse schilder en tekenaar uit de Zuidelijke Nederlanden, bekend om zijn schilderijen van veldslagen, ruiters en landschappen. Hij moet niet verward worden met zijn jongere naamgenoot, de Vlaamse schilder en ontwerper van wandtapijten Lambert de Hondt de Jongere (Lambert de Hondt (II), 1642 - 1708/1709). Lambert de Hondt de Oudere werkte in Mechelen in de jaren 1637 - 1665. Zijn oudste werk dateert van 1637.
De Hondt had hoge beschermheren want op zijn schilderij Legerkamp met kaartspelende soldaten (1665, Wellington Museum, Apsley House, Londen) staat een witte Fleur de lis, met oorspronkelijk een wapenschild op de achterkant. Dit betekent dat het schilderij deel uitmaakte van de verzameling van   Elisabetta Farnese.

## Oeuvre
Lambert de Hondt de Oudere was waarschijnlijk de "L.D. HONDT" die soldatenkampen, cavalerie, konvooien en veldslagen schilderde. De stijl lijkt op die van David Teniers II. Vaak zijn de militaire taferelen van de Hondt de Oudere schetsmatig  en staan er paarden en cavalerie op. Maar hij schilderde ook dorpen (zoals op Groentenverkoopster), jachtscènes (bijvoorbeeld Een jachttafereel) en landschappen.
Zoals gebruikelijk werkte hij samen met andere schilders, zoals met Willem van Herp die de figuren schilderde in landschappen van de Hondt, bijvoorbeeld Noach verzamelt zijn gezin en de dieren op de ark, Orpheus betovert de dieren, Sint Franciscus met de dieren, enzovoorts. De composities van deze schilderijen lijken op elkaar en vormen variaties op het aardse paradijsstuk, dat de Tuin van Eden uitbeeldt zoals beschreven in het Bijbelboek Genesis, met alle dieren, vissen en vogels van Gods schepping. Jan Brueghel de Jonge was de pionier van dat genre. Hij werkte aan het hof van de aartshertogen Albert en  Isabella in Brussel, die er een uitgebreide dierentuin op na hielden. Hij kwam uit Antwerpen, toen al een voorname havenstad en handelscentrum voor goederen uit verre landen en dieren uit Azië en de Nieuwe Wereld.  De Hondt was duidelijk geïnspireerd door Brueghels paradjselijke landschappen zoals De schepping van Adam en Intocht van de dieren in de ark van Noach. Blijkbaar wist hij hoe Rubens leeuwen schilderde, zoals in Daniel in hol van de leeuw.
Soms schilderde hij op koper, dat met zijn gladde oppervlak zich goed leende voor nauwkeurige details van de paradijsstukken.

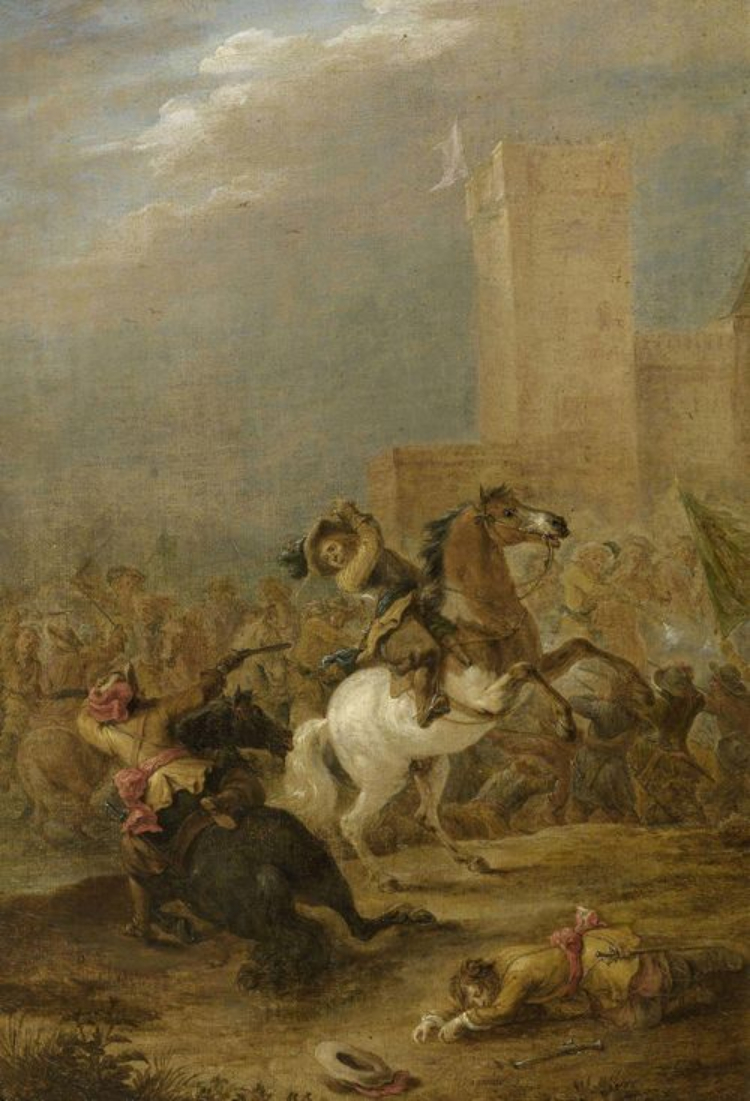
Veldslag met toren, tussen 1637 en 1665
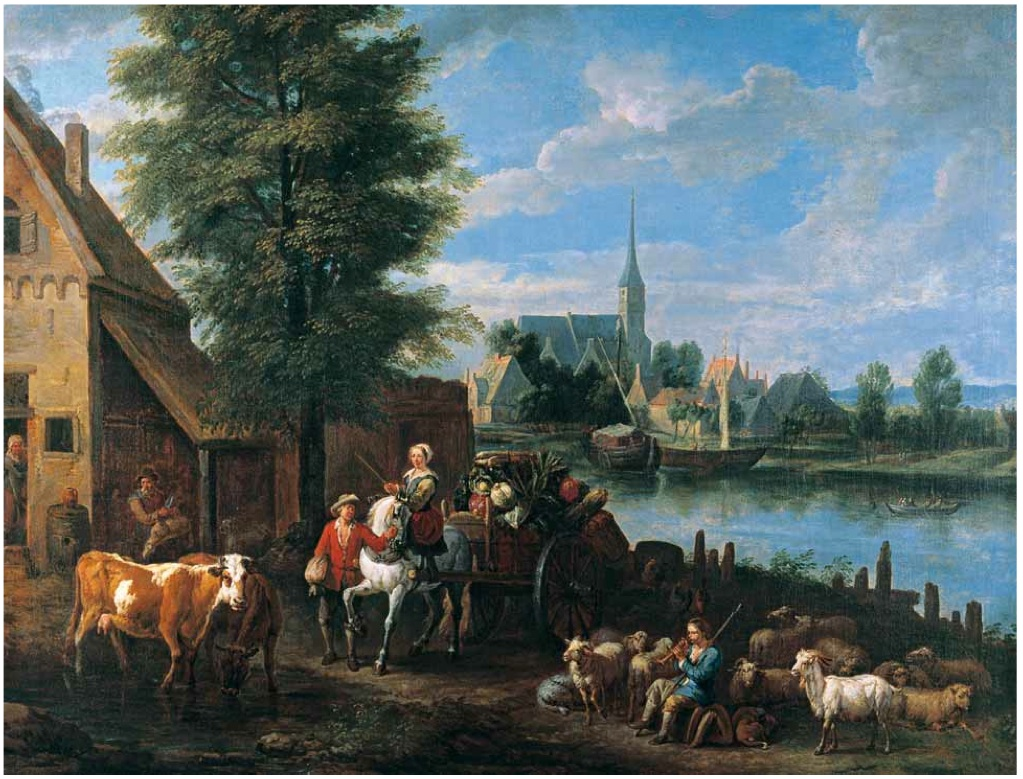
Groentenverkoopster, tussen 1637 en 1665
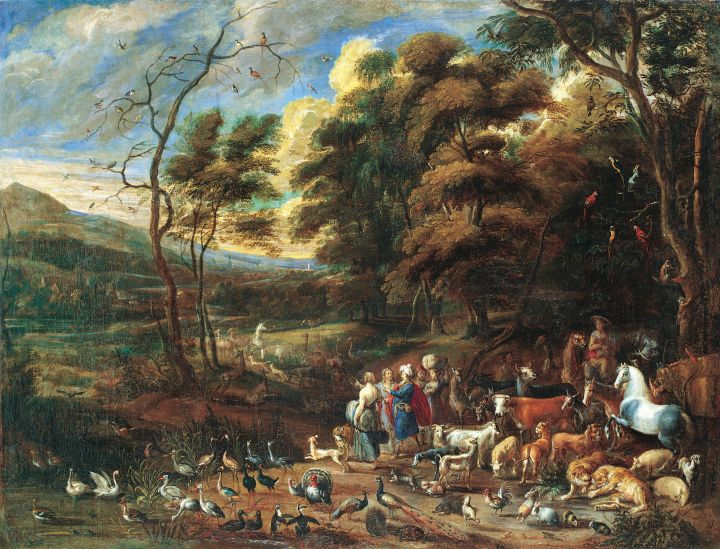
Dieren op weg naar de ark van Noach, omstreeks 1650
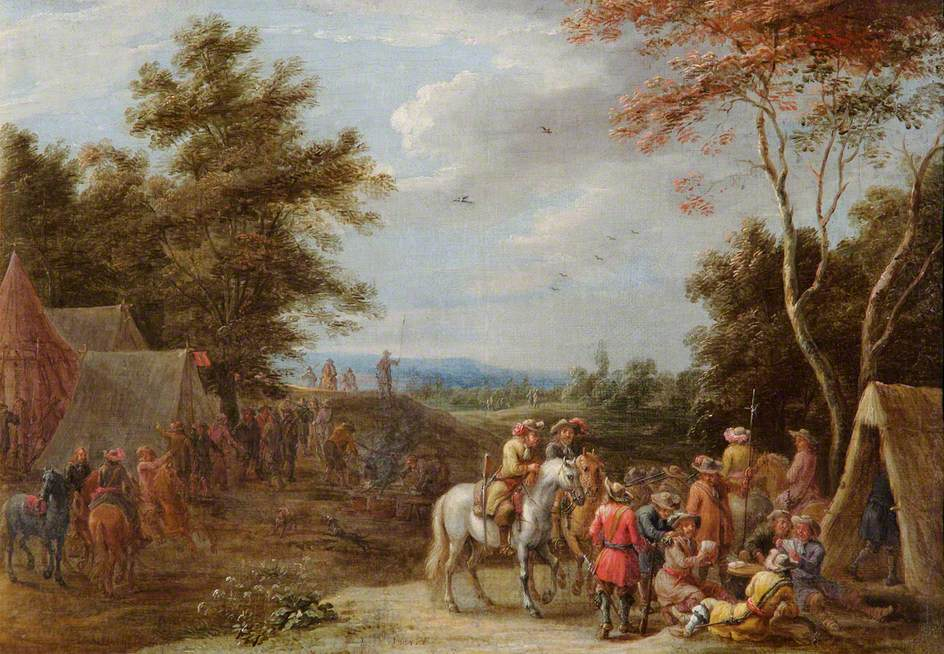
Legerkamp met kaartspelende soldaten, 1665